# Skyskrapa (musikalbum)
Skyskrapa utkom år 2000 och är popgruppen Jumpers tredje studioalbum .

## Låtförteckning
1. Livet som slog in (4:25)
2. Miljonär (3:59)
3. Här är jag (4:02)
4. Tänk om alla dagar vore så (3:36)
5. Tofflor & skor (3:33)
6. Ingen annans man (4:47)
7. Onödiga små saker (4:02)
8. Väntar på dig (4:22)
9. Jag gör det (3:36)
10. Är vi lyckliga nu? (3:35)
11. Mitt i min dröm (4:36)

## Listplaceringar
| Lista (2000) | Topplacering |
| ------------ | ------------ |
| Sverige      | 8            |

### Fotnoter
1. ↑  ”Svensk mediedatabas”. http://smdb.kb.se/catalog/id/001545102. Läst 31 mars 2011.
2. ↑  Listplacering